# Aligator
Aligatorii (Alligator) sunt un gen de reptile din familia Alligatoridae, ordinul Crocodilia. În prezent există două specii extante de aligatori: aligatorul american (Alligator mississippiensis) și aligatorul chinez (Alligator sinensis). În plus, mai multe specii dispărute de aligator sunt cunoscute din rămășițele de fosile. Aligatorii au apărut pentru prima oară în timpul epocii oligocene cu aproximativ 37 de milioane de ani în urmă.
Numele "aligator" este probabil o formă anglicizată a lui el lagarto, termenul spaniol pentru "șopârla", pe care exploratorii și coloniștii spanioli din Florida îl numeau "aligator". Mai târziu, ortografia englezească a numelui a inclus allagarta și alagarto.